# Wifag
Wifag est un fabricant de rotatives pour l’imprimerie, établi à Berne. 

## Histoire
Wifag est fondée par un Allemand établi à Berne, Carl Winkler. Avant de créer Wifag, il fut représentant de plusieurs entreprises de l'industrie graphique. Établi à Berne, il ouvre un magasin de vélos. En 1904, il fonde la société Winkler, Fallert & Cie. 
En 1908, Winkler, Fallert & Cie produit sa première machine d’imprimerie sur commande d'un client argentin. La société produit d'abord des machines de stéréotypie, puis livre sa première rotative en 1919. Des rotatives sont produites pour le Petit Méridional, le Journal de Genève et le groupe Ringier. Sa clientèle s'internationalise avec des livraisons de rotatives pour La Gazzetta dello Sport (Italie), Casa Arens (Brésil) et Le Soir (Belgique). 
En 1932, à la suite de la crise économique, Carl Winkler perd son siège d'administrateur de l'entreprise. La société est rachetée en 1941 par Otto Wirz et passe au procédé offset. Dès les années 1950, l'entreprise fleurit à nouveau. En 1971, la société est renommée Wifag. En 1987, Ursula Wirz, fille d'Otto Wirz, prend la présidence de l'entreprise. En 1990, l'entreprise compte 1000 employés. 
Dans les années 2000, Wifag est frappée de plein fouet par la crise de la presse. À la suite du décès d'Ursula Wirz en 2007, la société est restructurée et met fin à ses activités. Wifag était la dernière fabrique de rotatives en Suisse. En 2009, Ouest France passe une commande d'une rotative (une Wifag OF 375 S) pour son imprimerie nantaise de la Chevrolière. En 2011, Wifag rachète le fabricant suédois Solna. 